# Saison 1 de Munch
Chronologie
Saison 2
Cet article présente le guide des épisodes de la première saison de la série télévisée française Munch.

## Distribution

### Acteurs principaux
- Isabelle Nanty : Me Gabrielle Munchovski, dite Munch
- Lucien Jean-Baptiste : Me Hubert Bellanger
- Aurélien Wiik : Gaspard Leclerc, détective privé
- Tom Villa : Me Aurélien Berton
- Paloma Coquant : Clarisse Duflot, secrétaire

## Liste des épisodes

### Épisode 1: Tel père, tel fils
- France : 21 novembre 2016 sur TF1

- France : 6,3 millions de téléspectateurs (24,5 % de part de marché)

- Max Libert : Kévin
- Serge Onteniente : Le père d'Enzo
- Elie Axas : La mère d'Enzo
- Franck Libert : Le procureur

### Épisode 2: Parole contre parole
- France : 21 novembre 2016 sur TF1

- France : 5,3 millions de téléspectateurs (25,1 % de part de marché)

- Mathieu Forget : Mathieu Bertrand
- Alka Balbir : Claire Bertrand
- Émilie Piponnier : La juge Lanier
- Alexandra Mercouroff : Martine Lefort

### Épisode 3: Une vérité trompeuse
- France : 15 mai 2017 sur TF1

- France : 5,74 millions de téléspectateurs (23,1 % de part de marché)

- Fabian Wolfrom : Adam Astier
- Charles Templon : Pierre Astier
- Jean-Marie Galey : Le juge Atlan
- Francis Boulogne : Le président du tribunal
- Lorène Devienne : Lucie Debrandt

### Épisode 4: Mi-figue, mi-raisin
- France : 15 mai 2017 sur TF1

- France : 4,53 millions de téléspectateurs (22,8 % de part de marché)

- Manuel Gélin : Jacques Lauriac
- Vincent Desprat : Jean-Baptiste / Marianne Lauriac
- Joséphine Draï : La juge Langlois
- Loïc Legendre : Le procureur Guerrout
- Boris Terral : Le capitaine Bidaud

### Épisode 5: Dernière danse
- France : 22 mai 2017 sur TF1

- France : 5,1 millions de téléspectateurs (21,1 % de part de marché)

- Étienne Lefoulon : Le juge Montjoie
- Florence Coste : Marie Louvier / Maria Da Cunha
- Romane Portail : Laure Debray
- Rani Bheemuck : La capitaine Bertre
- Kader Boukhanef : Le capitaine Fromentin
- Gianni Giardinelli : Grégory Kieffer
- Florent Manaudou : Frédéric Santelli
- Cyril Couton : Le gourou de "l'Eglise du Savoir"
- Mabô Kouyaté : Kévin Douillard

### Épisode 6: Ultime recours
- France : 22 mai 2017 sur TF1

- France : 4,52 millions de téléspectateurs (23,0 % de part de marché)

- Dominique Guillo : Louis Berton, le père d'Aurélien
- Francis Renaud : Denis Boisselier
- Léa Rougeron : Lisbeth Boisselier
- Clara Joly : Tiphaine Boisselier
- Catherine Zavlav : Claire Boisselier
- Jonas Bloquet : Éric Montaigu

### Épisode 7: Jamais sans mon fils
- France : 29 mai 2017 sur TF1

- France : 5,43 millions de téléspectateurs (22,9 % de part de marché)

- Ingrid Juveneton : Karine Marchal
- Julie Boulanger : Chloé
- Yoann Denaive : Le prêtre

### Épisode 8: Le Procès
- France : 29 mai 2017 sur TF1

- France : 4,92 millions de téléspectateurs (23,3 % de part de marché)

- Manuel Gélin : Jacques Lauriac
- Joséphine Draï : La juge Langlois
- Boris Terral : Le capitaine Bidaud
- Gaël Cottat : Paul Kentz
- Philippe Caroit : Rodolphe Dulac